# Erich Volkmar von Berlepsch (Kreishauptmann)
Erich Volkmar von Berlepsch, zeitgenössisch meist Erich Volckmar von Berlepsch, nach familieninterner Zählung Erich Volkmar IV. von Berlepsch (* 21. Februar 1707 in Urleben; † 22. Februar 1749 ebenda), war ein fürstlich-sächsischer Amtshauptmann in Weißenfels. Er stand im Dienst des Herzogs von Sachsen-Weißenfels. Später war er Kreiskommissar und zuletzt königlich-polnischer und kurfürstlich-sächsischer Kreishauptmann in Thüringen.

## Leben
Er stammte aus der Adelsfamilie von Berlepsch und war der Sohn von Hans Ernst von Berlepsch und dessen Ehefrau Hippolita Elisabeth geborene von Rahna. Nach dem Tod des Vaters erhielt er dessen Gut in Urleben und ein kleineres Gut in Großengottern, genannt das Thamsbrück‘sche Vorwerk.
Während Erich Volkmar von Berlepsch 1733 als fürstlich-sächsischer Amtshauptmann in Weißenfels bezeichnet wurde, ist er ein Jahr später bereits als Kreiskommissarius, zuletzt als Kreishauptmann nachweisbar.
Er wurde am 26. Februar 1749 in der Bergkirche in Urleben beigesetzt. Sein Grabdenkmal hat sich bis heute in dieser evangelischen Kirche erhalten.

## Familie
Erich Volkmar von Berlepsch war seit 1726 mit Johanne Eleonore von Brühl (1697–1739), der Tochter von Hans Moritz von Brühl, verheiratet und hatte zwei, ihn überlebende minderjährige Söhne: Gottlob Erich (* 4. März 1734 in Urleben) und Heinrich Moritz von Berlepsch (* 27. August 1736 in Urleben). Ersterer wird 1755 als Kammerjunker und Hauptmann, 1764 als Küchenmeister und Letzterer 1755 ebenfalls als Kammerjunker und 1764 als Kammerherr und der Ballei Thüringen Statthalter bezeichnet. Er starb am 3. Dezember 1809 in der Kommende Zwätzen.